# Liste des codes postaux canadiens débutant par S
| Flag of Canada | Codes postaux canadiens |    |    |    |    |    |    |    |    |    |    |    |    |    |    |       |    |
| \| NL \| NS \| PE \| NB \| QC \| QC \| QC \| ON \| ON \| ON \| ON \| ON \| MB \| SK \| AB \| BC \| NU/NT \| YT \| \| A \| B \| C \| E \| G \| H \| J \| K \| L \| M \| N \| P \| R \| S \| T \| V \| X \| Y \| |                         |    |    |    |    |    |    |    |    |    |    |    |    |    |    |       |    |
| NL | NS                      | PE | NB | QC | QC | QC | ON | ON | ON | ON | ON | MB | SK | AB | BC | NU/NT | YT |
| A | B                       | C  | E  | G  | H  | J  | K  | L  | M  | N  | P  | R  | S  | T  | V  | X     | Y  |

## Saskatchewan- 48RTA
Il n'y a pas actuellement de code postal commençant S1*, S5* ou S8*.
| S0A Région de Yorkton (Melville)                    | S2A Non assigné | S3A Non assigné  | S4A Estevan                                              | S6A Non assigné             | S7A Non assigné                           | S9A North Battleford |
| S0B Non assigné                                     | S2B Non assigné | S3B Non assigné  | S4B Non assigné                                          | S6B Non assigné             | S7B Non assigné                           | S9B Non assigné      |
| S0C Sud-est de la Saskatchewan (Carlyle)            | S2C Non assigné | S3C Non assigné  | S4C Non assigné                                          | S6C Non assigné             | S7C Non assigneé                          | S9C Non assigné      |
| S0E Est de la Saskatchewan (Melfort)                | S2E Non assigné | S3E Non assigné  | S4E Non assigné                                          | S6E Non assigné             | S7E Non assigné                           | S9E Non assigné      |
| S0G Centre-sud de la Saskatchewan (Fort Qu'Appelle) | S2G Non assigné | S3G Non assigné  | S4G Non assigné                                          | S6G Non assigné             | S7G Non assigné                           | S9G Non assigné      |
| S0H Sud de la Saskatchewan (Assiniboia)             | S2H Non assigné | S3H Non assigné  | S4H Weyburn                                              | S6H Moose Jaw Sud-est       | S7H Saskatoon Centre-est                  | S9H Swift Current    |
| S0J Nord de la Saskatchewan (La Ronge)              | S2J Non assigné | S3J Non assigné  | S4J Non assigné                                          | S6J Moose Jaw Nord-est      | S7J Saskatoon Centre-sud                  | S9J Non assigné      |
| S0K Centre de la Saskatchewan (Humboldt)            | S2K Non assigné | S3K Non assigné  | S4K Non assigné                                          | S6K Moose Jaw Ouest         | S7K Saskatoon Centre-nord                 | S9K Non assigné      |
| S0L Ouest de la Saskatchewan (Kindersley)           | S2L Non assigné | S3L Non assigné  | S4L Régina Est                                           | S6L Non assigné             | S7L Saskatoon Ouest (YXE)                 | S9L Non assigné      |
| S0M Nord-ouest de la Saskatchewan (Battleford)      | S2M Non assigné | S3M Non assigné  | S4M Non assigné                                          | S6M Non assigné             | S7M Saskatoon Sud-ouest                   | S9M Non assigné      |
| S0N Sud-ouest de la Saskatchewan (Maple Creek)      | S2N Non assigné | S3N Yorkton      | S4N Régina Nord-est et Centre-est                        | S6N Non assigné             | S7N Saskatoon Centre nord-est (U de la S) | S9N Non assigné      |
| S0P Nord-est de la Saskatchewan (Creighton)         | S2P Non assigné | S3P Non assigné  | S4P Régina Centre                                        | S6P Non assigné             | S7P Saskatoon Nord                        | S9P Non assigné      |
| S0R Non assigné                                     | S2R Non assigné | S3R Non assigné  | S4R Régina Centre-nord                                   | S6R Non assigné             | S7R Saskatoon Nord-ouest                  | S9R Non assigné      |
| S0S Non assigné                                     | S2S Non assigné | S3S Non assigné  | S4S Régina SudGouvernement provincial de la Saskatchewan | S6S Non assigné             | S7S Saskatoon Nord-est                    | S9S Non assigné      |
| S0T Non assigné                                     | S2T Non assigné | S3T Non assigné  | S4T Régina Ouest                                         | S6T Non assigné             | S7T Saskatoon Sud                         | S9T Non assigné      |
| S0V Non assigné                                     | S2V Buena Vista | S3V Non assigneé | S4V Régina Sud-est                                       | S6V Prince Albert Central   | S7V Saskatoon Sud-est                     | S9V Lloydminster     |
| S0W Non assigné                                     | S2W Non assigné | S3W Non assigné  | S4W Régina Sud-ouest (YQR)                               | S6W Prince Albert Sud-ouest | S7W Saskatoon Lieux divers                | S9W Non assigné      |
| S0X Non assigné                                     | S2X Non assigné | S3X Non assigné  | S4X Régina Nord-ouest                                    | S6X Prince Albert East      | S7X Non assigné                           | S9X Meadow Lake      |
| S0Y Non assigné                                     | S2Y Non assigné | S3Y Non assigné  | S4Y Régina Extérieur Nord-ouest                          | S6Y Non assigné             | S7Y Non assigné                           | S9Y Non assigné      |
| S0Z Non assigné                                     | S2Z Non assigné | S3Z Non assigné  | S4Z Régina Nord-est                                      | S6Z Non assigné             | S7Z Non assigné                           | S9Z Non assigné      |

## Sources
- Géographie - Trouver de l’information par région ou aire géographique, sur Statistique Canada.
- Google Maps (ici un exemple de recherche avec la région de tri d'acheminement S3N)